# Entropia (álbum)
Entropia es el primer álbum de estudio de la banda sueca de metal progresivo Pain of Salvation, publicado en agosto de 1997 a través de InsideOut Music. Es un álbum conceptual que cuenta la historia de una familia rota por la guerra en una sociedad ficticia. El título es un juego de palabras en inglés entre entropy (en español "entropía", que en termodinámica es la medida de desorden presente en un sistema) y utopia ("utopía", la sociedad ideal). Es el único álbum en el que participa el guitarrista Daniel Magdic. 
En un principio el álbum solamente fue publicado en Japón en el sello Avalon en agosto de 1997. Debido a las buenas críticas y a la buena respuesta en el mundo de la música progresiva, Avalon le pidió a Daniel Gildenlöw que promocionara su álbum en Japón dando entrevistas y acudiendo a programas de televisión. Debido a que el álbum había salido solamente en Japón, varios fanes de diversas partes del mundo comenzaron a encargar el álbum a través de tiendas en línea. Como consecuencia de ello, Entropia fue publicado en Rumanía (1998) y posteriormente en Europa y en Sudamérica (1999) y en los Estados Unidos (2000). 
A causa de la tardía publicación de este disco en Europa y Estados Unidos, se pensó que Entropia era el segundo álbum de la banda sueca, ya que One Hour by the Concrete Lake, el verdadero segundo trabajo del grupo, había salido antes en estos lugares.

## Lista de canciones
Prologue:
1. "! (Foreword)" - (6:11)
Chapter 1:
2. "Welcome to Entropia" - (1:22)
3. "Winning a War" - (6:33)
4. "People Passing By" - (9:07)
1. "Awakening"
1. "Daybreak"
2. "Midday"
2. "Memorials"
3. "Nightfall"
5. "Oblivion Ocean" - (4:43)
Chapter 2:
6. "Stress" - (5:01)
7. "Revival" - (7:39)
8. "Void of Her" - (1:46)
9. "To the End" - (4:57)
Chapter 3:
10. "Circles" - (0:55)
11. "Nightmist" - (6:49)
12. "Plains of Dawn" - (7:23)
Epilogue:
13. "Leaving Entropia (Epilogue)" - (2:31)

## Personal
- Daniel Gildenlöw - voz, guitarra
- Daniel Magdic - guitarra, voz
- Fredrik Hermansson - teclados
- Kristoffer Gildenlöw - bajo, voz
- Johan Langell - batería, voz

- Datos: Q989906